# فرودگاه شهدای سراوان
فرودگاه شهدای سراوان فرودگاهی در کشور ایران با کد ایکائو OIZS می باشد.این فرودگاه در شهر سراوان قرار دارد.تا قبل از لغو مجوز پرواز هواپیمایی آریا از این فرودگاه پروازهایی به سمت فرودگاه زاهدان، تهران و بندرعباس برقرار بود. در سال ۱۴۰۰ با ارتقا این فرودگاه از محلی به ملی، پهنای باند فرودگاه سراوان از ۲۱۰۰ متر به ۳۳۰۰ متر و عرض آن از ۳۰ متر به ۴۵ متر گسترش داده شده است.